# Cratera Hickman

A Cratera Hickman é uma cratera com provável origem meteórica, 35 km ao norte de Newman na serra de Ophthalmia, no estado australiano da Austrália Ocidental. Foi descoberta por Arthur Hickman, um geólogo funcionário do governo, no Geological Survey of Western Australia, em julho de 2007. A descoberta foi feita durante uma pesquisa no programa de computador Google Earth, não se tratando da primeira descoberta do tipo.
A cratera possui 260 m de largura e 30 m de profundidade, supondo-se que o impacto date entre 10 000 e 100 000 anos atrás, embora novas pesquisas sugiram que possa ter ocorrido há cerca de 50 000 anos. Níveis elevados de elementos siderófilos na estrutura, tais como irídio e paládio, também foram encontrados.